# Turner Sports Cars

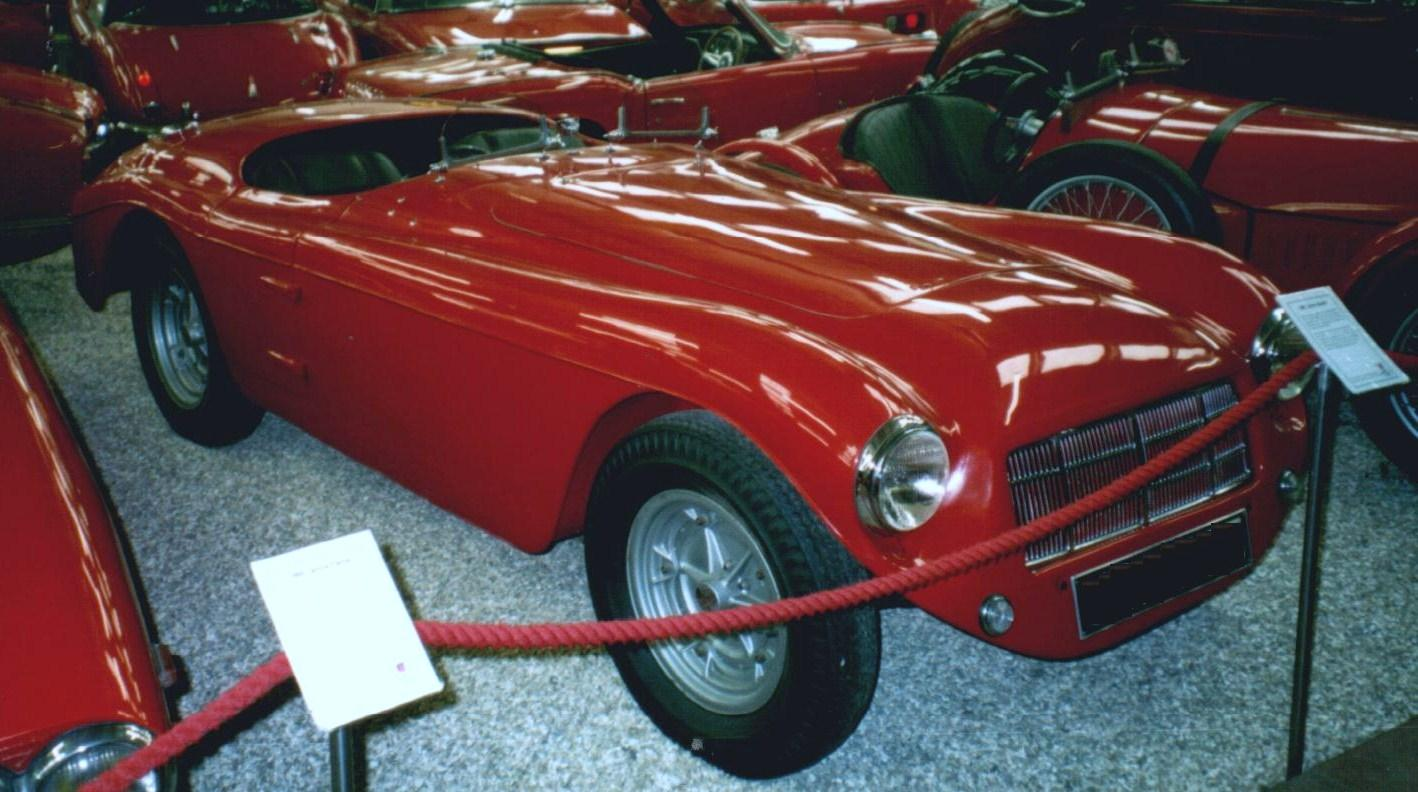
Turner von 1951

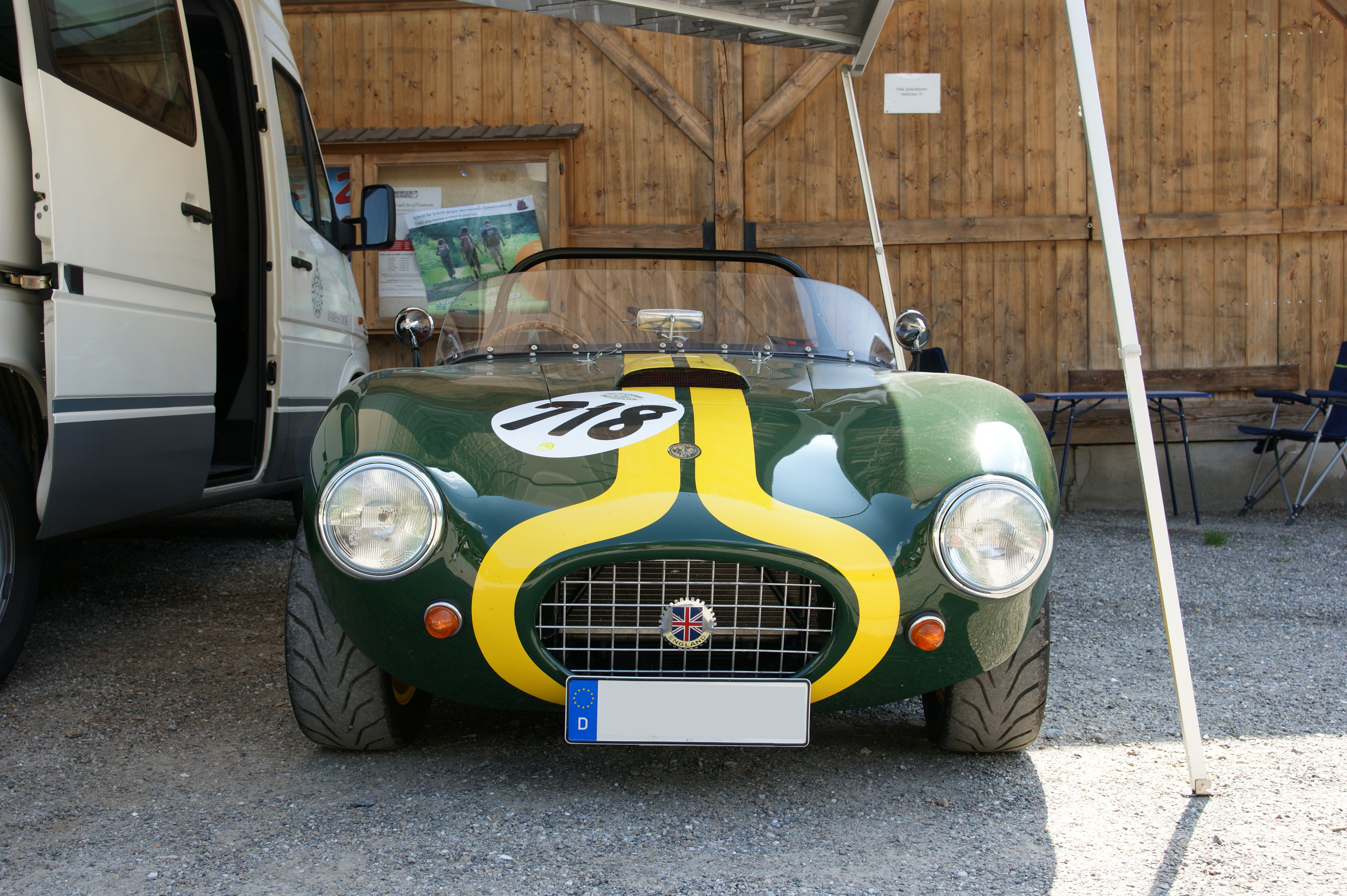
Turner Stiletto Spyder von 1957

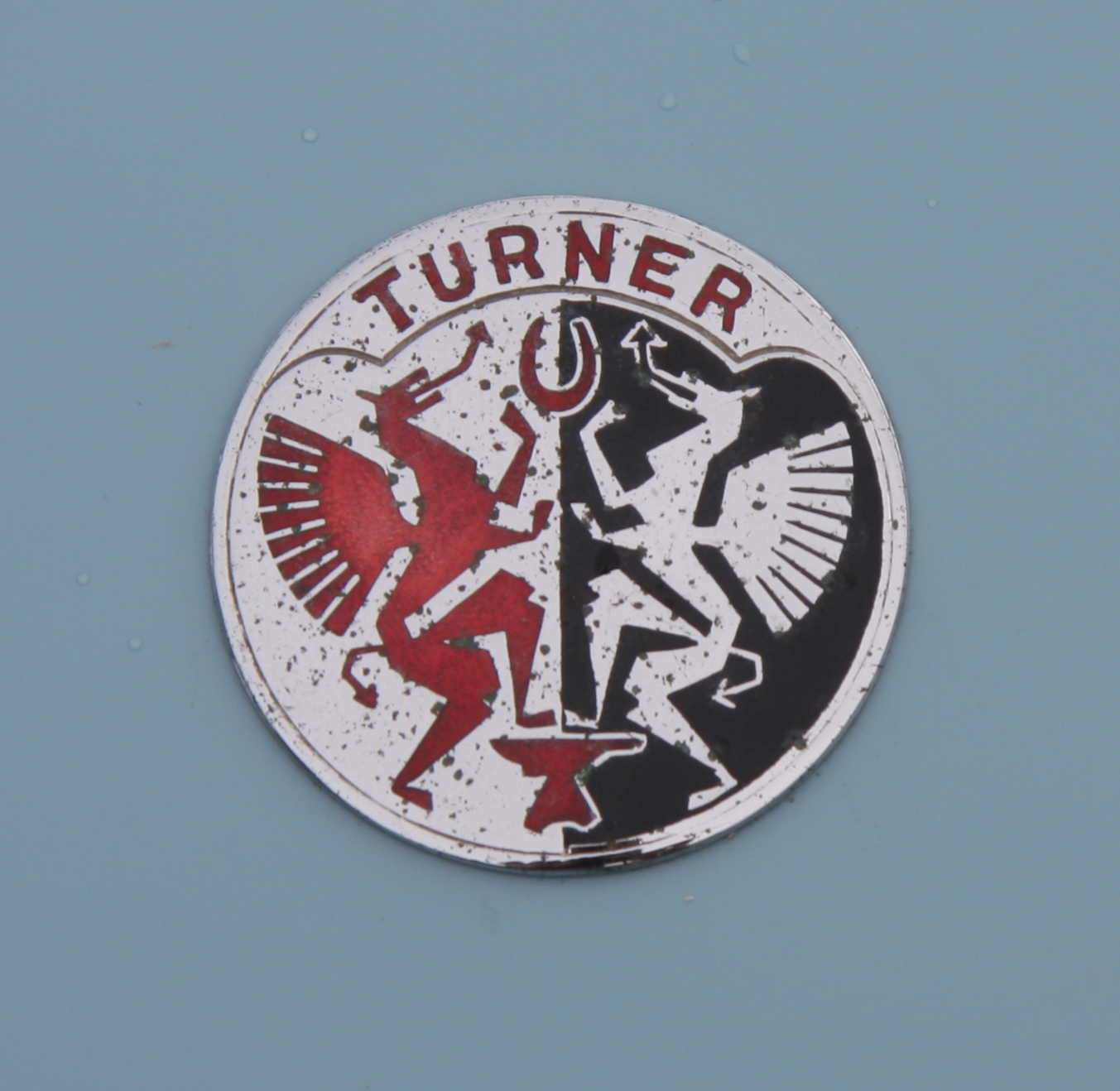
Emblem

Turner war ein britischer Hersteller von Automobilen.

## Unternehmensgeschichte
Das Unternehmen Turner Sports Cars Limited aus Wolverhampton begann 1951 mit der Produktion von Automobilen. 1966 endete die Produktion.

## Fahrzeuge
Es wurden kleine Sportwagen hergestellt, wahlweise komplett oder als Kit Cars. Es gab sowohl offene als auch geschlossene Karosserieaufbauten. Es wurden überwiegend Vierzylindermotoren verwendet. Die Motoren kamen von Austin, Coventry Climax, Ford, Lea-Francis, MG und Vauxhall.
Zwei Fahrzeuge dieser Marke sind im Haynes International Motor Museum in Sparkford in Somerset zu besichtigen.